# 7871 Tunder
A 7871 Tunder (ideiglenes jelöléssel 1990 SW4) a Naprendszer kisbolygóövében található aszteroida. Eric Walter Elst fedezte fel 1990. szeptember 22-én.